# UCI America Tour 2020
UCI America Tour 2020 – 16. edycja cyklu wyścigów UCI America Tour, która odbyła się od końca października 2019 do początku listopada 2020.
Seria UCI America Tour, podobnie jak pozostałe cykle kontynentalne (UCI Africa Tour, UCI Asia Tour, UCI Europe Tour, UCI Oceania Tour), powstała w 2005 jako zaplecze dla utworzonego w tym samym czasie UCI ProTour (później przekształconego w UCI World Tour). W 2020 odbyła się pierwsza edycja cyklu UCI ProSeries utworzonego jako drugi poziom wyścigów z kalendarza UCI, w związku z czym UCI America Tour, podobnie jak pozostałe cykle kontynentalne, od sezonu 2020 stała się trzecim poziomem zmagań w kalendarzu UCI.
Zgodnie z przepisami UCI sezon 2020 rozpoczął się dzień po gali kończącej sezon UCI World Tour (miała ona miejsce 22 października 2019), w związku z czym wyścigi odbywające się jeszcze w roku kalendarzowym 2019, ale już po 22 października 2019, były zaliczane do sezonu 2020 – w przypadku UCI America Tour dotyczyło to dwóch wyścigów: Vuelta a Guatemala (rozgrywany od 23 października 2019 do 1 listopada 2019) oraz Vuelta Ciclista a Costa Rica (od 16 do 25 grudnia 2019). W wynik zmian w kalendarzu UCI spowodowanych pandemią COVID-19 sezon 2020 został wydłużony, a jego zakończenie przesunięto na 8 listopada 2020 – sprawiło to, że w cyklu UCI America Tour 2020 znalazły się dwie kolejne edycje tego samego wyścigu – Vuelta a Guatemala: edycja z 2019 rozgrywana od 23 października 2019 do 1 listopada 2019 oraz edycja z 2020 rozgrywana od 23 października 2020 do 1 listopada 2020.
Cykl UCI America Tour w sezonie 2020 objął sześć wyścigów (jeden jednodniowy i pięć wieloetapowych), rozgrywanych między 23 października 2019 a 1 listopada 2020, a jedenaście z początkowo planowanych w kalendarzu zawodów cyklu zostało odwołanych.

## Kalendarz
Opracowano na podstawie:
| UCI America Tour 2020              | UCI America Tour 2020 | UCI America Tour 2020        | UCI America Tour 2020 | UCI America Tour 2020                            | UCI America Tour 2020                             | UCI America Tour 2020                      | UCI America Tour 2020 |
| Data                               | Państwo               | Wyścig                       | Kat.                  | Zwycięzca                                        | Drugie miejsce                                    | Trzecie miejsce                            |                       |
| ---------------------------------- | --------------------- | ---------------------------- | --------------------- | ------------------------------------------------ | ------------------------------------------------- | ------------------------------------------ | --------------------- |
| 23 października – 1 listopada 2019 | Gwatemala             | Vuelta a Guatemala           | 2.2                   | Manuel Rodas (Decorabaños)                       | Alfredo Ajpacajá (Decorabaños)                    | Mardoqueo Vásquez (Cuajo Luna)             |                       |
| 16 – 25 grudnia 2019               | Kostaryka             | Vuelta Ciclista a Costa Rica | 2.2                   | Daniel Bonilla (Scotiabank-Nestlé-Métrica-Giant) | Efrén Santos (Canel's-Specialized)                | Luis López (Ópticas Deluxe)                |                       |
| 12 – 19 stycznia 2020              | Wenezuela             | Vuelta al Táchira            | 2.2                   | Roniel Campos (Deportivo Táchira - Super Ahorro) | Juan José Ruiz (Deportivo Táchira - Super Ahorro) | Kevin Rivera (Androni Giocattoli-Sidermec) |                       |
| 11 – 16 lutego 2020                | Kolumbia              | Tour Colombia                | 2.1                   | Sergio Higuita (EF Pro Cycling)                  | Daniel Felipe Martínez (EF Pro Cycling)           | Jonathan Caicedo (EF Pro Cycling)          |                       |
| 15 mar                             | Chile                 | Gran Premio de la Patagonia  | 1.2                   | José Tito Hernández (Medellín)                   | Óscar Sevilla (Medellín)                          | Pablo Alarcón (Canel's Pro Cycling)        |                       |
| 17 – 21 czerwca 2020               | Kanada                | Tour de Beauce               | 2.2                   | odwołany                                         |                                                   |                                            |                       |
| 10 lip                             | Stany Zjednoczone     | Chrono Kristin Armstrong     | 1.2                   | odwołany                                         |                                                   |                                            |                       |
| 12 lip                             | Stany Zjednoczone     | White Spot / Delta Road Race | 1.2                   | odwołany                                         |                                                   |                                            |                       |
| 23 października – 1 listopada 2020 | Gwatemala             | Vuelta a Guatemala           | 2.2                   | Mardoqueo Vásquez (Hino-One-La Red)              | Santiago Ordóñez (Canel's Pro Cycling)            | Byron Guamá (Best PC Ecuador)              |                       |